# Um eine Million
Um eine Million ist ein deutscher Detektiv- und Abenteuerstummfilm von Harry Piel aus dem Jahre 1917.

## Handlung
Ein Unbekannter hat bereits elf Geldschränke aufgebrochen, aber nichts entwendet. Stattdessen lässt er jedes Mal eine Visitenkarte mit dem Namen „William Porter“ zurück. Als es zu einem weiteren Bruch kommt, soll Detektiv Brown (manche Quellen nennen ihn Braun) den Fall übernehmen. Da er verreisen muss, übernehmen seine beiden Gehilfen den Fall. Obwohl die beiden sich durch das Legen von Finten gegenseitig behindern, stoßen sie schließlich auf die richtige Spur. Der Täter, ein entlassener Versicherungsangestellter, gesteht jedoch von sich aus die Taten. Sein Motiv: er wollte zeigen, wie unverzichtbar er und seine Arbeit sind.

## Produktionsnotizen
Um eine Million wurde im April 1917 in und um Berlin sowie an der Ostsee gedreht. Der Film passierte die Zensur im Juli 1917 und wurde am 2. November 1917 im Tauentzienpalast uraufgeführt. Er besaß fünf Akte und war 1741 Meter lang. In Österreich war die Aufführung für den 8. März 1918 vorgesehen.

## Kritik
Paimann’s Filmlisten resümierte: „Stoff recht gut, Spiel gut, Photos und Szenerie sehr gut.“